# Kiss (album)
 For alternative betydninger, se Kiss (flertydig). (Se også artikler, som begynder med Kiss)
Kiss er det første studiealbum for det amerikanske band Kiss. Albummet udkom 8. februar 1974, lidt mere end et år efter at bandet blev stiftet. Albummet blev indspillet i Bell Sound Studios, New York, i oktober/november 1973.

## Trackliste
1. "Strutter" (Gene Simmons, Paul Stanley) – 3:12
  - Vokal – Paul Stanley
2. "Nothin' to Lose" (Simmons) – 3:29
  - Vokal – Gene Simmons og Peter Criss
3. "Firehouse" (Stanley) – 3:19
  - Vokal – Paul Stanley
4. "Cold Gin" (Ace Frehley) – 4:23
  - Vokal – Gene Simmons
5. "Let Me Know" (Stanley) – 3:01
  - Vokal – Gene Simmons og Paul Stanley
6. "Kissin' Time" (Bernie Lowe, Kal Mann) – 3:54
  - Vokal – Paul Stanley, Gene Simmons, og Peter Criss
7. "Deuce" (Simmons) – 3:08
  - Vokal – Gene Simmons
8. "Love Theme from Kiss" (Peter Criss, Frehley, Simmons, Stanley) – 2:26 (Instrumental)
9. "100,000 Years" (Simmons, Stanley) – 3:25
  - Vokal – Paul Stanley
10. "Black Diamond" (Stanley) – 5:14
  - Vokal – Paul Stanley (intro) og Peter Criss

## Medlemmer
- Gene Simmons – vokal & basguitar
- Paul Stanley – vokal og guitar
- Ace Frehley – guitar
- Peter Criss – vokal og trommer